# Гідроксоній
Шаблон:Інфокартка хімічного сполуку
У хімії, іон гідронію відповідає катіону H3O+(aq), хоча наразі це ім'я не є офіційно прийнятим за стандартами IUPAC. Правильно називати його за правилами заміщення, можна як оксиданій, а за традиційними правилами — оксоній.

## Номенклатура
За номенклатурою іонів IUPAC, цей катіон повинен називатися «оксиданій», також допускається традиційна назва «оксоній».  Щоб уникнути невизначеності щодо цього катіона може використовуватися назва «гідроксоній», . Попередня пропозиція IUPAC включає назви «оксоній» і «оксиданій» для органічних і неорганічних сполук відповідно.

## Кислоти та кислотність
Гідроній — це катіон, який утворюється у воді у присутності катіонів гідрогену H+. Ці катіони не існують вільно; вони є дуже реактивними і негайно реагують з навколишніми молекулами води. Загалом будь-яку сполуку, що є джерелом цих катіонів, називають кислотою; однак, так як вода може вести себе як кислота (і також як лужна речовина, це явище називається амфотерністю), гідроній присутній навіть у чистій воді, так само, як і йон OH–, хоча обидва у дуже низьких концентраціях. Концентрація іонів гідронію в чистій воді становить СH+ = 10–7 Моль/л. Ці іони утворюються в чистій воді без інших кислих або лужних речовин за реакцією двох молекул води:
2 H2O → H3O+ + OH-
Константа реакції цього процесу дорівнює Kw = 10–14 (відома як іонний добуток води).
Ці іони, як гідроній, так гідроксид йон, які утворюються в результаті цієї реакції, мають дуже короткий час існування та низькі концентрації.
Гідроній є дуже кислою речовиною; при 25 °C його pKa = –1,7. Він також є найкислішою речовиною, яка може існувати у воді, за умови, що є достатньо розчинника для реакції. Кислотність гідронію є імпліцитним стандартом для вимірювання кислотності інших речовин: сильна кислота повинна бути набагато кращим донором гідроніїв, ніж чиста вода, інакше велика частина кислоти буде перебувати у розчині у стані нейтралізації, як у випадку називаних слабкими кислотами. Порівняно з гідроніями, що виникають від автодисоціації води, гідронії від сильних кислот мають довший час існування та високу концентрацію, що порівнюється з концентрацією кислоти, яка їх утворює.
pH розчину є виміром концентрації протонів; так як протони реагують з водою, щоб утворити іони гідронію, pH може бути розглянуте як концентрацію останнього.

## Гідратація
Шаблон:APПоки що не повністю з'ясовано, як молекули води відбувається гідратація води на іони Н+, оскільки існує безліч видів гідратації. Дослідження гідратації за температури заморожування води вказують на те, що середні гідратації при низькій температурі води становлять H3O+(H2O)6: така структура зумовлена середнім відношенням гідратації іонів води, що складає 1:6.
Деякі структури гідратації можуть бути досить великими: «магічний» іон H3O+(H2O)20 (названий «магічним» через його вищу стабільність порівняно з іншими структурами з порівнянною кількістю молекул води) має форму додекаедра. Через високу реактивність протона це не заважає йому бути зв'язаним із іншими сполуками в цій структурі.
Ще дві добре відомі та вивчені структури гідратації - це катіони Зундела і Айгена. У структурі Айгена протон розташований в комплексі H9O4+, де він міцно зв'язаний з трьома сусідніми молекулами води за допомогою водневих зв'язків.
Зундел пропонує структуру H5O2+, де протон також міцно зв'язаний з двома молекулами води. Недавні дослідження показують, що ці структури є ідеальними моделями, і в реальності існують гібридні солватати з характеристиками кількох з них.

## Тверді солі гідронію
Для багатьох сильних кислот можливо кристалізувати їх солі гідронію, які є досить стійкими. Ці солі іноді називають кислотними моногідратами. Зазвичай кислота з константою іонізації 109 і вище може утворити такі солі, у той час як кислоти з меншою константою не можуть цього зробити. Наприклад, соляна кислота має Ka = 107, і її розчини будуть завжди рідкими при кімнатній температурі незалежно від вмісту води. Однак перхлоратна кислота має Ka = 1010, і якщо ми змішаємо ангідритну перхлорну кислоту з водою у молярному співвідношенні 1:1 то утворяться її тверді солі гідронію.